# M10 (tankjager)

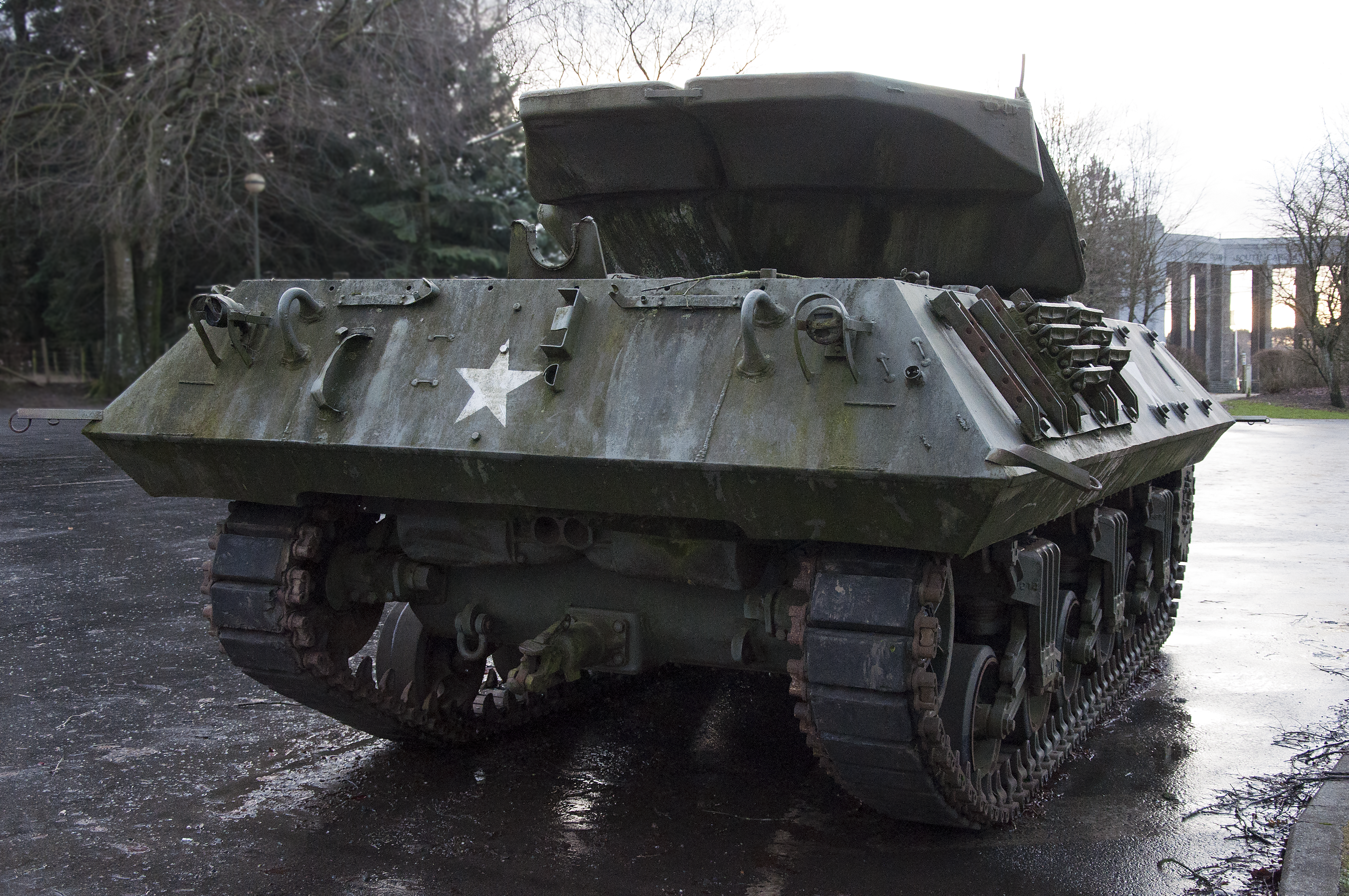
Achterzijde van een M10 17pdr.

De M10 (officiële naam 3in Gun Motor Carriage M10, in veel na-oorlogse bronnen vaak Wolverine genoemd) was de eerste Amerikaanse tankjager die in de Tweede Wereldoorlog in actie kwam.

## Ontwikkeling
De M10 werd ontwikkeld uit de M9 3-inch Gun Motor Carriage, een tankjager bestaande uit een kazematopbouw op het onderstel van de M3 Lee. In november 1941 werd besloten een versie te maken met een kanon in een roterende toren.
De 3inch Gun Motor Carriage T35 was het prototype van de M10. Hij had een 3 inch (76,2 mm) kanon in een gehelde, ronde open geschutstoren die ontwikkeld was uit de toren van de M6 Heavy Tank. 
De T35 werd verbeterd: er werd een gehelde opbouw geplaatst op het Shermanchassis en de ronde geschutstoren werd vervangen door een vijfhoekige toren. Dit model werd de 3inch Gun Motor Carriage T35E1 genoemd. In juni 1942 werd de benaming veranderd naar 3 inch Gun Motor Carriage M10 en in productie genomen.
Tussen september 1942 en december 1943 werden 6 406 M10's gebouwd, oorspronkelijk op het onderstel van de Sherman M4A2, later ook de M4A3. Deze laatste variant, met een parallelle productie van 1413 voertuigen van oktober 1942 af, heette de M10A1. De piek van de gezamenlijke productie lag in augustus 1943, met 596 voertuigen.

## Beschrijving
De Amerikaanse gedachte was om tankjagers met open toren en zwaarder kanon te gebruiken om vijandelijke tanks te bestrijden terwijl de klassieke tanks met gesloten torens en iets lichtere bewapening vooral infanterie-ondersteunend waren. De M10 Gun Motor Carriage gebruikte een M4 Medium Tank Sherman-onderstel met een lichter gepantserde open toren doch met een M7 3-inch (76 mm) kanon. 54 obussen waren beschikbaar. Aan de achterkant van de koepel bevond zich een groot tegengewicht om het zwaartepunt van de toren centraal te houden aangezien de zware kanonloop de toren 'nose heavy' maakte. Aldus ontstond de typische torenvorm van de M10
Voor luchtafweer en weinig gepantserde voertuigen werd een zwaar .50 cal M2 mitrailleur op de achterkant van de koepel voorzien waarvoor 300 patronen voorzien waren, doch werd deze niet vaak gemonteerd. De bemanning beschikte over persoonlijke vuurwapens om zich te verdedigen.

## Operationele geschiedenis

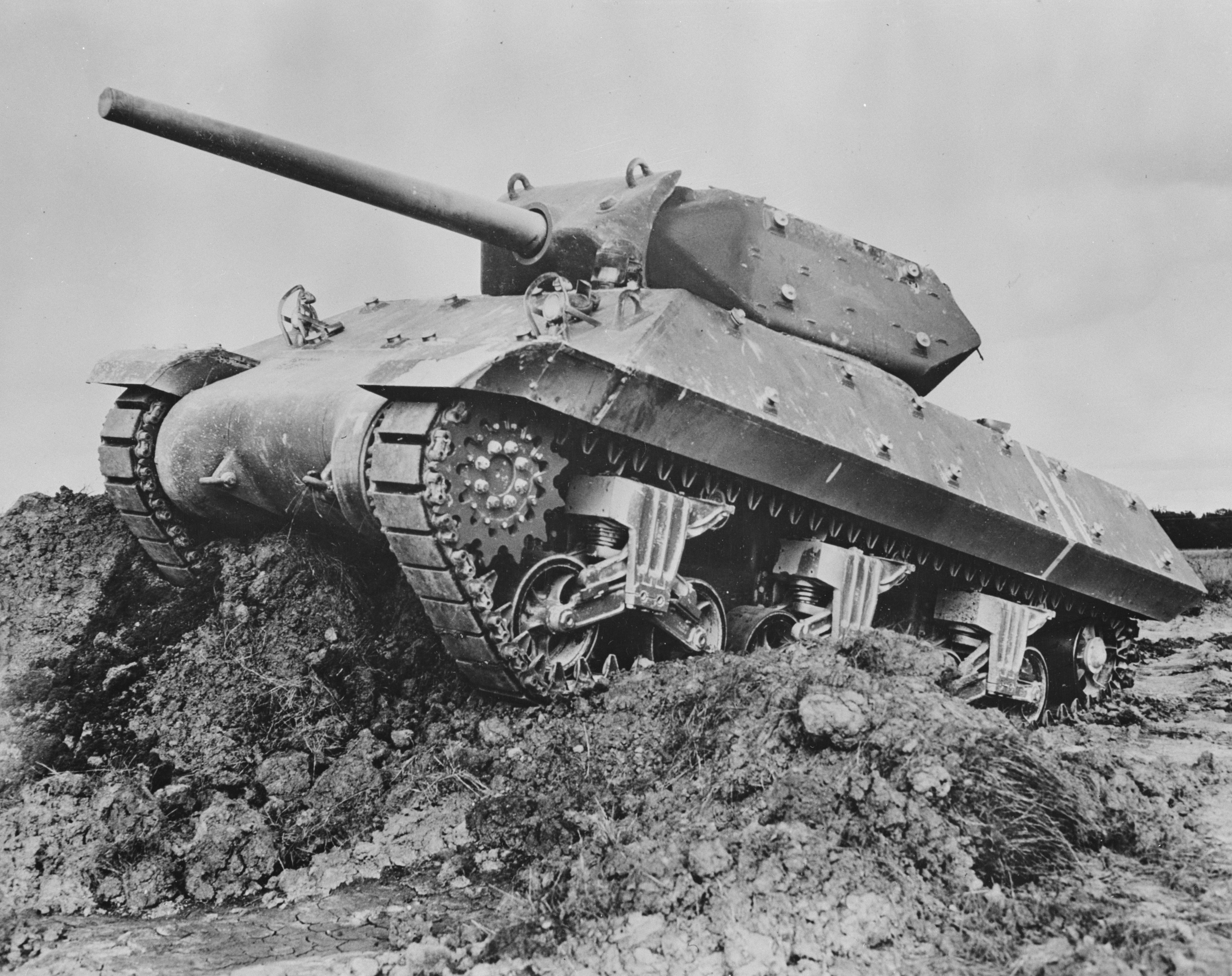
Een M10 Wolverine

De M10 was numeriek de belangrijkste Amerikaanse tankjager van de Tweede Wereldoorlog. Tijdens zijn gevechtsdebuut in Noord-Afrika in maart 1943 was de M10 succesvol, aangezien zijn M7 3-inch (76 mm) kanon de meeste Duitse tanks op grote afstand kon uitschakelen. Het zware chassis deed echter afbreuk aan de basiseis van een tankjager, namelijk lichtheid en snelheid en daarom werd hij begin 1944 vervangen door de M18 Hellcat. Later, tijdens de landing in Normandië, bleek de M10 niet voldoende effectief tegen de bepantsering aan de voorkant van verschillende modernere Duitse tanks, zoals Panzerkampfwagen V Panther, die hij tegenkwam en in de herfst van 1944 werd hij door de betere M36 Jackson vervangen. De M10 bleef echter tot het einde van de oorlog in dienst en vormde aan het westfront de uitrusting van tweeënvijftig tankjagerbataljons die gemiddeld vierendertig Duitse pantservoertuigen uitschakelden. In Zuidoost-Azië werden M10's gebruikt in de traditionele rol van infanterie-ondersteuning, maar waren niet populair vanwege hun open koepel.
Ongeveer 54 M10's werden aan de Sovjet-Unie gegeven; van hun inzet door het Rode Leger is echter niets bekend. De Vrije Fransen werden ook van M10's voorzien. Britse M10's werden 3in SP, M10 genoemd en werden ingezet in Italië en Frankrijk.
De M10 had een open geschutskoepel en een dun pantser waardoor hij kwetsbaar was voor Duitse antitankkanonnen, tanks en artillerie. In straatgevechten was hij net als andere open voertuigen kwetsbaar voor infanterie. Het was te gemakkelijk er van bovenaf een handgranaat in te gooien.

## Varianten

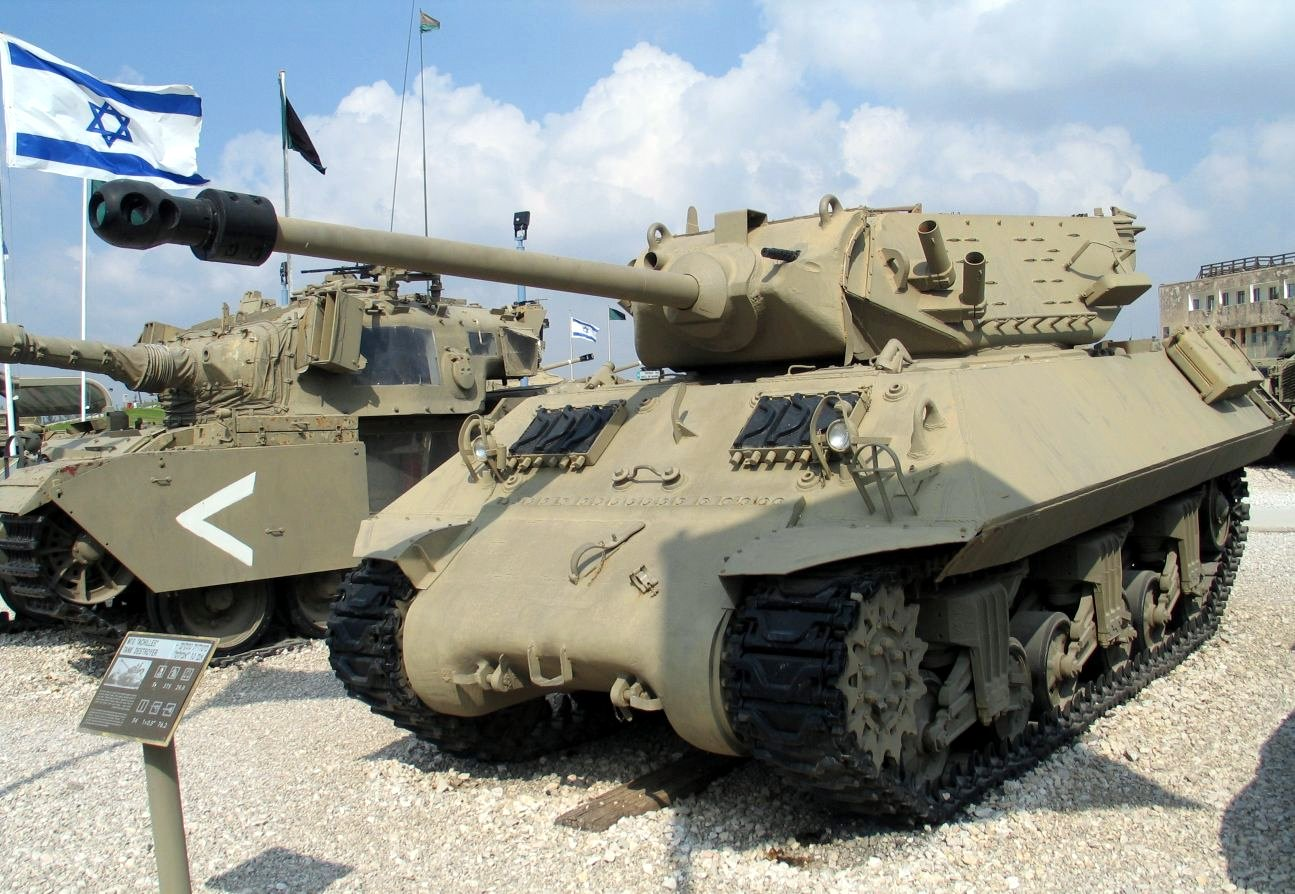
Een Achilles. Let op de mondingsrem en een smal tegenwicht dat aan de loop zit.

- 3in Gun Motor Carriage T35 (Prototype) - Vroege productie
- 3in Gun Motor Carriage T35E1 / 3in GMC M10 (3in SP, Wolverine) - diesel motor (4993 stuks)
- 3in GMC M10A1 - Ford GAA benzinemotor (~1700, inclusief driehonderd rompen)
- 17pdr SP. Achilles - M10 bewapend met een 17 ponds Mk V kanon zoals gebruikt op de Sherman Firefly en Britse tanks. Er werden door de Britten 1017 voertuigen aldus omgebouwd. Ze kunnen herkend worden aan de mondingsrem aan het einde van de loop en een tegengewicht dat daar iets achter is geplaatst. De aanduiding "Achilles" stamt van na de oorlog.
  - Diesel M10 werd 17pdr SP. Achilles IC,
  - Benzine M10A1 werd 17pdr SP. Achilles IIC
- Full-Track Prime Mover M35 - Koepelloze M10A1 om zware kanonnen te trekken